# Muhàmmad ibn Abi-Bakr
Muhàmmad ibn Abi-Bakr as-Siddiq (àrab: محمد بن أبي بكر الصديق, Muḥammad b. Abī Bakr aṣ-Ṣiddīq) (632-658/659) fou fill del primer califa Abu-Bakr as-Siddiq i governador d'Egipte. Era quraixita del clan Tamim ibn Murra.
Era a Egipte quan, aliat amb Muhàmmad ibn Abi-Hudhayfa, va manifestar oposició al califa Uthman ibn Affan, es va negar a fer campanya a les ordes del governador Abd-Al·lah ibn Sad ibn Sarh al-Amirí (646-656) i va presentar una llista de suposats crims del califa. Rebels egipcis es van dirigir a Medina per enderrocar al califa i els va donar suport i llavors era a Medina (no se sap si hi era o va arribar amb els rebels). Assassinat Uthman (656), va donar suport a Alí ibn Abi-Tàlib. Fou nomenat governador d'Egipte però no és clar si va succeir a Qays ibn Sad ibn Ibada al-Ansarí o a al-Àixtar Màlik ibn al-Hàrith al-Nakhei (aquest podria haver estat el seu successor), ja que els esdeveniments són comentats de manera contradictòria a les fonts primàries i no s'ha pogut arribar a una conclusió segura. Muàwiya ibn Hudayj as-Sakuní, oposat a la revolta contra Uthman, que inicialment fou lleial a Ali però finalment es va passar a Muàwiya I i al general Amr ibn al-As; aquest darrer va derrotar les forces de Muhàmmad ibn Abi-Bakr a un lloc anomenat al-Musannat on fou derrotat i en la fugida fou capturat per Ibn Hudayj i mort. Una altra tradició diu que fou destituït per manca d'habilitat política i substituït per al-Àixtar, que no va arribar a prendre possessió del govern, ja que va morir el 658 o 659 enverinat amb una beguda amb mel pel seu djayastar (logistarius).